# Argyra nigripes
Argyra nigripes är en tvåvingeart som beskrevs av Friedrich Hermann Loew 1864. Argyra nigripes ingår i släktet Argyra och familjen styltflugor. Inga underarter finns listade i Catalogue of Life.